# Der Heizer (Wolfgang Hilbig)
Der Heizer ist eine autobiographisch gefärbte Erzählung von Wolfgang Hilbig, die 1980 entstand und 1982 im Westen Deutschlands erschien. Die Nähe des Textes zu Kafka ist unübersehbar.
Zum Inhalt: Gegen Ende der 1970er Jahre in der DDR: Der Heizer H. aus M. will nicht länger der Arbeiterklasse angehören, sondern endlich Schriftsteller werden. Das misslingt, weil ihn die Vorgesetzten in seinem VEB korrumpieren.

## Inhalt
Nach einer Nachtschicht an einem Dienstag im Februar nimmt H., Heizer im Kesselhaus des Werkes 6 im Werkzeugmaschinenkombinat, noch einen Umweg per Betriebsomnibus in Kauf. In einem anderen Betriebsteil des VEB holt er die Jahresendprämie ab. H. erwartet 600 Mark. Die Liste, auf der er den Erhalt des Betrages quittieren muss, enthält aber erfreulicherweise 650 Mark. H. wird gebeten, das Geld draußen nachzuzählen. Als er vom Meister höflich ermuntert wird, sich in die ausliegende Spendenliste mit zwei Prozent Solidaritätsbeitrag einzutragen, sagt er Nein. Die Spende ist freiwillig. Trotzdem, so findet der Meister, 26 Mark sind ein Pappenstiel. Aber H. bleibt bei seinem Nein. Denn er will kündigen. Der Leser wird mit zwei handfesten Kündigungsgründen bekannt gemacht. Der erste hängt mit den unüberwindbaren Hindernissen bei der Durchsetzung der sozialistischen Planwirtschaft im Kombinat zusammen. Die supermoderne neue Gießerei richte das Kombinat wirtschaftlich zugrunde. Insbesondere stünden im Finanzplan keine Mittel für das neue Kesselhaus zur Verfügung. Also muss H., der in seinem abgewirtschafteten Werk 6 bereits sieben Jahre als Heizer tätig ist, weiter Kohle trimmen und Asche karren. Der zweite Grund wurde oben genannt. H. will schreiben. In den Pausen am Ofen hat er bereits in seinen Schreibheften den Grundstein gelegt.
H. meint, die vierzehn Tage Kündigungsfrist werden die „geräderten Knochen“ wohl auch noch aushalten. Hustenanfälle erschüttern H.s „erschöpften, brüchigen Körper“. H. will seinem „Sklavenstatus“ endlich ein Ende machen. Denn den ständigen Wechsel von Hitze vor dem Ofen und Winterskälte auf verstopfter Halde beim Transport rauchender Asche hält kein Mensch aus.
Draußen im Bus zählt H. nach. In dem Kuvert stecken aber 1300 Mark. H. nimmt sich nur 650 Mark. Das überschüssige Geld will er zurückgeben. Der Leser erfährt nicht, ob die im Kuvert verbliebenen 650 Mark wirklich zurückgegeben werden. H. lässt sich daheim ins Bett fallen. Ein Albtraum beschließt den Text. H. will die Kündigung schreiben. Er schafft es nicht, denn aus dem knappen Schreiben wird so etwas wie ein Roman. Erschöpft lässt H. ab und schläft sich für die nächste Nachtschicht aus.

## Form
Erlebte Rede und innerer Monolog brechen das Erzählen in der dritten Person auf.
Der Text enthält viele überdurchschnittlich lange Sätze.  Orthographie spielt bei Wolfgang Hilbig nicht die Hauptrolle: „Warum machte er das noch mit.“ steht da zum Beispiel ohne Fragezeichen. Die gehobene wörtliche Rede des Heizers erweckt mitunter einen geschraubten Eindruck. Zum Beispiel das „nunmehr“ flicht wahrscheinlich auch kein angehender Schriftsteller unter den Heizern in seine Statements ein: „Ich arbeite seit nunmehr...“

## Rezeption
- 1. April 1982: Hans-Jürgen Schmitt: Wer Heizer ist und Dichter. Süddeutsche Zeitung[8]
- Die Texte in dem unten aufgeführten Sammelband Unterm Neomond seien auch von Poststrukturalismus aus Frankreich beeinflusst.[9] Zum Thema schreibender Heizer merkt der Bearbeiter in Barners Literaturgeschichte an, Hilbig schreibe im Heizer quasi aus einer Perspektive von unten[10] – wobei die Diskrepanz zwischen „Arbeitswelt“ und Schriftstellerei offen zu Tage trete.[11]
- Kafka beängstigend freudlos-düstere Welt lebe – wie in dem gleichnamigen Text – wieder auf.[12]
- Bordaux äußert sich über Befindlichkeiten des Heizers[13], seine Sicht auf die Arbeitswelt[14] sowie über Figurenkonstellation in solchen Texten wie Der Heizer[15].
- 3. März 2003: ein gewisser mb in der „Berliner Zeitung“: Der Heizer
- Eine ausführliche Interpretation[16] findet sich bei Winnen. Zum „revolutionären Potential“ in der Geschichte: Der Heizer als Repräsentant der „unteren Klassen“ verweigere sich zunehmend den Doktrinen von oben.[17]
- 20. Juni 2009: Kurt Drawert in der „Frankfurter Allgemeine“: Wolfgang Hilbigs gesammelte Erzählungen. Der Gefangene kann sich nicht denken

### Textausgaben
- Wolfgang Hilbig: Unterm Neomond. Erzählungen (Aufbrüche. Bungalows. Idylle. Der Durst. Der Leser. Er. Herbsthälfte. Das Ende der Nacht. Johannis. Der Heizer). S. Fischer Taschenbuch (Collection S. Fischer Bd. 22), Frankfurt am Main 1982, ISBN 3-596-22308-3. 137 Seiten.
- Wolfgang Hilbig: Der Heizer. S. 104–137 in Jörg Bong (Hrsg.), Jürgen Hosemann (Hrsg.), Oliver Vogel (Hrsg.): Wolfgang Hilbig. Werke. Band Erzählungen und Kurzprosa. Mit einem Nachwort von Katja Lange-Müller. S. Fischer, Frankfurt am Main 2009, ISBN 978-3-10-033642-2.[A 3]

### Sekundärliteratur
- Wilfried Barner (Hrsg.): Geschichte der deutschen Literatur. Band 12: Geschichte der deutschen Literatur von 1945 bis zur Gegenwart. C. H. Beck, München 1994, ISBN 3-406-38660-1
- Helmut Böttiger: Monströse Sinnlichkeiten, negative Utopie. Wolfgang Hilbigs DDR-Moderne. S. 52–61 in Heinz Ludwig Arnold (Hrsg.): Text+Kritik. Heft 123. Wolfgang Hilbig. München 1994, ISBN 3-88377-470-7
- Jan Strümpel: Bibliographie zu Wolfgang Hilbig. S. 93–97 in Heinz Ludwig Arnold (Hrsg.): Text+Kritik. Heft 123. Wolfgang Hilbig. München 1994, ISBN 3-88377-470-7
- Gabriele Eckart: Sprachtraumata in den Texten Wolfgang Hilbigs. in Richard Zipser (Hrsg.): DDR-Studien, Bd. 10. Peter Lang, Frankfurt am Main 1996, ISBN 0-8204-2645-8
- Sylvie Marie Bordaux: Literatur als Subversion. Eine Untersuchung des Prosawerkes von Wolfgang Hilbig. Cuvillier, Göttingen 2000 (Diss. Berlin 2000), ISBN 3-89712-859-4
- Angelika Winnen: Kafka-Rezeption in der Literatur der DDR. Produktive Lektüren von Anna Seghers, Klaus Schlesinger, Gert Neumann und Wolfgang Hilbig. S. 223–279: Wolfgang Hilbig: Der Heizer. Reihe Literaturwissenschaft Bd. 527. Königshausen & Neumann, Würzburg 2006, ISBN 3-8260-2969-0, 317 Seiten
- André Steiner: Das narrative Selbst – Studien zum Erzählwerk Wolfgang Hilbigs. Erzählungen 1979–1991. Romane 1989–2000. Darin S. 113–129: „Der Heizer“ (1980) – Der Knoten als Metapher für Erzählen und Gedächtnis. Peter Lang, Frankfurt am Main 2008 (Diss. Bremen 2007), ISBN 978-3-631-57960-2
- Birgit Dahlke: Wolfgang Hilbig. Darin S. 60–65 Der Heizer. Meteore Bd. 8. Wehrhahn Verlag, Hannover 2011, ISBN 978-3-86525-238-8